# ギャラクシーエンジェルの勢力・組織
本項目では、株式会社ブロッコリーによるキャラクターメディアミックス企画『ギャラクシーエンジェル』およびその続編『ギャラクシーエンジェルII』に登場する、架空の勢力・組織について述べる。
以下の解説は基本的にゲーム版（原作版）に準じるものとする。ゲーム版とアニメ版の違いについては『ギャラクシーエンジェル』を参照。
（）内は登場作品を表す。無印:『GALAXY ANGEL』、ML:『GALAXY ANGEL Moonlit Lovers』、EL:『GALAXY ANGEL Eternal Lovers』、絶対:『GALAXY ANGEL 絶対領域の扉』、無限:『GALAXY ANGEL 無限回廊の鍵』、永劫:『GALAXY ANGEL 永劫回帰の刻』。

## EDEN宇宙の勢力・組織

### トランスバール皇国
（無印、ML、EL、永劫）
ギャラクシーエンジェルシリーズに登場した主な星系・舞台。トランスバール本星があって複数のエリア＝方面が存在している。公式ＨＰの設定では128ある星系が書かれている。普通の星系共和国のもの。

#### 正統トランスバール皇国
（無印）

#### 真・正統トランスバール皇国
（ML）

### EDEN
（EL、絶対、無限、永劫）

### ヴァルファスク
（ML、EL、永劫）
銀河の最深部の近くに存在するヴァルヴァロス星系の第三惑星ヴァル・ランダルに住む種族。ヴァルファスクは彼らが自称する名前で、その意味はシリーズを通して明かされていない。初期はきわめて利己的な種族で、利害が食い違えば仲間でさえも平然で裏切ることを辞さない悪役として描写されている。しかし、シリーズが進むにつれ、人類とは違う独特の価値観を持ち、冷徹なまでの合理主義者ではあるが、悪意で行動しているわけではないという設定となった。
人類に酷似した外見を持つ。外見だけではなく、『Eternal Lovers』においてはヴァルファスクであるヴァインは人類と変わりがない身体を持つと診断される描写まである。しかし、ヴァルファスクは人類に比べてはるかに長い寿命を持ち、数百年という時間ですらわずかという感覚である。またVチップと呼ばれる機械を使うことで機械と精神をリンクさせ、生身で複数の機械を遠隔操作できるといった人類にはない能力を持ち、その際には全身に赤い入れ墨状の紋様が現れる。
ヴァルファスクはつねに合理的な考え方をする。事実を受け止めることに対して抵抗を感じず、またそれに対して感情も生まれない。そのため、相手に対して事実を事実として正論ばかり突きつける。そこに人間は嫌味に感じたり反感を持つが、けっして悪意を持っているわけではない。相手の気持ちを汲み取ることが苦手とされる。心や感情を否定し、自分たちに必要ない、あるいは存在しないとする。
また、人間に比べて長寿なために利己的な行動を取ることが多いとされる。第一次ヴァルファスク大戦に勝利し破竹の勢いでEDENを攻め落としたことを根拠に、人間より自らの文化種族が優れていると考えている。弱きヴァルファスクはヴァルファスクに非ずという考えを持ち、弱きヴァルファスクは淘汰されるべきであると考え、馴れ合いを否定する。同朋意識を持たず、裏切り裏切られが当たり前のことにすぎず、むしろ裏切ることを肯定していて、隙を見せたほうが悪いと考えを持つ。そのため裏切られても相手を恨むことすらない。
人間と比較した場合、普通の人間の感性を持たずにいくつかの感情が欠けているが、心や感情がまったくないわけではない。まったく話が通じる相手ではないと思われていたが、それでも心を持つ者もいることと、わかりあえる可能性があることが『Eternal Lovers』で示される。
第二次ヴァルファスク大戦によって人類に敗北したことにより、みずからの種族を打ち負かした人類の文化や精神を研究しようとするものも現れ、努力してコミュニケーションを図ろうとするが人間の感情を理解できないために、ときおり見当違いのことを言ったり突然笑い出したりと、人間をむしろ白けさせることも多い。
ヴァルファスクの政治は長老たる王が支配する。元老院が存在し、政治的に上層に位置するようである。ヴァルファスクは第二次ヴァルファスク大戦でゲルン王が敗れるまで600年間体制を維持してきた。

#### ヴァルファスクの歴史
もともとはトランスバール紀元前の200年より前にさかのぼること、多次元文明時代に平行宇宙を管理・支配する機関であるセントラルグロウブで、オペレーター階級の種族として使役されていた。
セントラルグロウブ内の機器にはほとんどVチップが搭載されており、よくよく考えるとヴァル・ファスクが団結すれば、ABSOLUTEを支配できるのではと考えた彼らは反乱を起こす。しかしヴァルファスクの反乱は想定の範囲内のことであり、緊急時にはVチップをいっさい無効化する機能が最初から搭載されていた。この反乱を鎮圧するのに、ヴェレルが活躍したとされる。
そして当時流刑地だったEDENに追放される。しかし、ABSOLUTEの支配をあきらめておらず、ヴァルファスクはまず手始めにEDENに対して第一次ヴァルファスク大戦を開始する。ヴァルファスクがクロノクェイクボムを使用し時空震を起こしたことにより、超光速通信や超光速移動が封じられ、EDENは戦争どころではなくなる。ヴァルファスクは戦力を温存しており、200年後の時空震の影響が薄れたタイミングを見計らって艦隊をEDENに侵攻し、時空震により文明が衰退した人類の星を次々と征服する。そしてわずか一夜でEDENの首都惑星であったジュノーを征服。以後400年に渡って圧制を敷くこととなる。
トランスバール皇国暦412年にはヴァルファスクは先遣隊を送り込みトランスバール皇国への侵攻を開始し、第二次ヴァルファスク大戦と呼ばれる戦いが始まる。しかし先遣隊は壊滅し、トランスバールは白き月と精鋭艦隊を電撃的に送り込み、ジュノーを開放する。ついにはヴァル・ランダルまで攻め上りヴァルファスクを打ち負かす。ヴァルファスクはトランスバールに降伏したとき、最低限の自衛の手段を残しヴァルファスク軍の保有を禁止される。だが人類はヴァルファスクとの和平を望んでおり、警戒こそしてはいるが413年以降は一応の友好関係を築きつつあり、EDEN軍やUPW軍への積極的な入隊を肯定している。また大戦で破壊された黒き月の再建計画に従事させられている。
ヴァルファスクの友好関係を対外的にアピールする、EDEN解放五周年式典の最中、ウィルがヴァルヴァロス星系に出現。核まで冷え切った巨大な死滅惑星である、第二惑星をマイクロブラックホール化し、ヴァルランダルを攻撃する。直撃すればヴァルランダルは壊滅すると予測されたが、UPW軍はエルシオールとGAシリーズ紋章機を自爆させることで軌道をそらして大惨事は免れ、ヴァルファスク滅亡は避けられる。

#### ヴァルファスクの装備
Lig＝Xeo=Fighter　scale=4m1t.

## NEUE宇宙の勢力・組織

### セルダール連合
（絶対、無限、永劫）
NEUE宇宙において、最大の勢力である、星系国家セルダールを盟主とした惑星の連合組織。セルダール、マジーク、ピコなどが中心となっている。
古来より、魔法に強い錬操剣を使えるセルダール、ナノマシンに強い魔法を使えるマジーク、錬操剣に強いナノマシンを使えるピコで三竦みの状態であったが、600年前にクロノクェイクにより、文明が崩壊。これによりピコはナノマシン技術の多くを失い、三竦みの関係が崩壊。結果的にセルダールがNEUE宇宙において強い力を持つことになったために、誕生した。
セルダール連合に属さない、NEUEのもうひとつの惑星連合、アームズアライアンスとは政治的に距離を置き、比較的緩やかな対立をしていたが、セルダールがEDENと接触したことによりNEUEの主導者になることを良しとしなかった、アームズ・アライアンスは態度を硬化させ、電撃的にセルダール連合へ侵攻、一時は全惑星を支配下に置くが、EDENの協力により、撃退された。

#### おもな国家・惑星
セルダール
惑星セルダールを中心に版図を持つ、星系国家。ソルダムセルダールを国王としている。古より「剣の星」と呼ばれ、セルダールの騎士と呼ばれう戦士たちは、錬気と呼ばれる力を操り、魔法を無力化する錬操剣と呼ばれる剣技を扱える。これにより、セルダールに侵攻してきたマジークを撃退した経験を持つ。近くにクロノゲートが存在していたために、EDENと最初に接触することにもなった。
マジーク
惑星マジークを中心に版図を持つ、星系国家。NEUE特有の技術である「魔法」が盛んに研究されている、「魔法使い」の修行の場。かっては、魔法使いにより支配されており、暴虐の限りを尽くしていたが、セルダールの騎士の活躍により、魔法使いによる支配から解除された。現在は国家により魔法使いが管理されており、NEUEにおいてセルダールに次ぐ地位を持つ。
ピコ
惑星ピコを中心に版図を持つ、星系国家。かっては優れたナノマシン技術を持っていたが、クロノクェイクによる文明崩壊により失われ、衰退した。これは魔法や錬気と違い、ナノマシンが科学文明に頼った技術であったためである。
アジート
古い歴史のある惑星だが、砂漠化が進んでおり現在ではわずか3億人程度しか住民がいない。かってはアジート王家によって統治されていたが、時の流れとともにアジート家は衰退した。現在の統治者が誰であるかは不明。
コフーン
遺跡の星と呼ばれている惑星。多次元文明時代の遺跡が多数眠っており、ロストテクノロジーが多く眠っていると考えられている。現地政府が存在するらしい。

### アームズアライアンス
（無限、永劫）
NEUE宇宙の辺境宙域に広がる星系国家。ハチェット、カジェル、パイクの３つの惑星から成っており、風俗としてはアジア風の文化を持つ。主星であるハチェットを支配するイザヨイ公爵家を筆頭に置く。
実質の支配者は、イザヨイ家の摂政であり、実質的にハチェットを治めるジュニエブル、カジェルを治めるカルバドゥス、パイクを治めるベネディクタインの三侯爵。
NEUEのもうひとつの惑星連合、セルダール連合とは政治的に距離を置き、比較的緩やかな対立をしていたが、セルダールがEDENと接触したことによりNEUEの主導者になることを良しとせず、態度を硬化させ、電撃的にセルダール連合へ侵攻、一時は全惑星を支配下に置くが、EDENの参戦により、敗北する。
アームズ・アライアンス星家には結玉と呼ばれる、巨大な星間ガスの塊が存在し、そこには伝説の星スプライトがあるとされている。
600年前の多次元文明時代、惑星スプライトに逃げ、潜伏した邪悪な魔法使いたちを倒すため、セルダールから送り込まれた討伐隊の隊長、「カリンイザヨイ」によって開拓・平定・建国された。これは、魔法使いを倒したものの、生き残ったのは彼女だけとなり、そこに運悪くクロノクェイクが起きたためにセルダールへの帰還は不可能となり、一念発起し、近隣にあった未開の惑星を切り拓き、アームズアライアンスの礎を築いたことに由来する。そのためイザヨイ公爵家は、彼女の末裔となる。その歴史ゆえに、アームズアライアンスでは魔法使いは忌み嫌われる存在となり迫害されている。

## 複数の宇宙を股に掛けた、あるいはどの宇宙にも所属しない勢力・組織

### UPW
（無限、永劫）
UPWとは並行世界連合（United Parallel World）の略称。平行宇宙による連合組織である。
ABSOLUTEにある唯一の人工惑星、セントラルグロウブに本部を持っていたが、ウィルとの戦いで失われる。長官はタクト・マイヤーズ、一級補佐官（実質副長官）はレスター・クールダラス、代表はノア。それぞれの世界が対等に独自の文明を築いて発展していくために、世界の均衡を取ったり発展を手助けするための組織。元EDEN軍を母体としたUPW軍を持っており、ルクシオールやルーンエンジェル隊もこのUPW軍に所属することになる。
現在の主な参加宇宙はEDEN、NEUE、PHOS、ALTE、RUIN、SKIAなど。
UPWは文明を保護する組織であるため、滅びかけた文明は復興に支援するが一定以上発展した場合、他の世界を優先的に保護するように移る。そしてその復興した世界はUPWへの参加権を得る。またその世界の自決権を守るために、政治や内戦には干渉しないことになっている。たとえ、内戦などで強引にその宇宙の代表が変わったとしてもUPWはそれを認めるという立場ということである。もっとも、UPWや他の世界へ戦争、民間人に対する大規模の危害などの行為を宣言・実行した場合、この限りではない。
トランスバール皇国暦413年に第二次ヴァル・ファスク大戦でヴァル・ファスクに勝利したトランスバール皇国はヴァル・ファスクが占拠していたEDENを解放する。しかし、その際にヴァル・ファスクの最終兵器「クロノクェイク爆弾（ボム）」を防ごうとしたタクト・マイヤーズが搭乗する紋章機がアナザースペースを形成し、ともに吸い込まれることになる。タクト・マイヤーズらをアナザースペースから救出するためにノアは解放したEDENの首都惑星ジュノー成層圏上空にあるスカイパレスにてライブラリを検索、その時にクロノゲートの存在が明かされる。トランスバール皇国暦414年にクロノゲートを使いABSOLUTE（絶対領域）へのシフトに成功する。そして無数のゲートとセントラルグロウブがABSOLUTEで発見されることとなる。そして、独自の「魔法」技術により、一定の文明が保持されていた新世界NEUE（ノイエ）が発見され、トランスバール暦415年、EDENによるNEUE復興支援計画発動。セルダールと国交開始を皮切りに、NEUEの各国家と国交を始める。トランスバール暦417年にヴェレルの乱が起こる。その後、NEUEの復興に伴い、各宇宙への復興支援計画が立てられる。EDENが主体となり、UPWが組織される。

#### UPW軍
UPW軍は未知の平行世界に存在するかもしれない仮想脅威に対する保険として、NEUE=EDEN軍を母体に作られた。UPW本局に精鋭一個師団を防衛部隊として配備していたが、セントラルグロウブは崩壊したため暫定基地はどうなっているか不明。
エルシオールとルクシオールを保有していたが、ウィルとの戦闘によりエルシオールは失われる。しかし新たに建造されていたルクシオール級2番艦が登場、また量産型紋章機の運用母艦リプシオール級戦艦がすでに6隻建造されている。艦載機にはGA紋章機シリーズをGA001 - 006まで六機、RA紋章機シリーズをRA000 - RA006まで七機保有していたがエルシオールとともにGA紋章機はすべて失われる。機体を操縦するのはそれぞれムーンエンジェル隊とルーンエンジェル隊。またノア代表により量産型紋章機が開発・研究されており、量産型紋章機のプロトタイプ「ホーリーブラッド」が作られ、ブレイブハートとの合体が可能な改良型のホーリーブラッド改が作られ、その運用母艦とともに紋章機の量産は本格的な段階に入りつつある。

### ウィル
（無限、永劫）
無限回廊と呼ばれる、通常の宇宙とは時間・空間ともに概念が違う、虚時空に本拠地を置く文明。無限回廊の鍵と呼ばれる技術により、空間をこじ開け、クロノゲートを介さずに自由に平行宇宙へ移動する。
ウィルの中には階梯が存在し、より上位である主の意向に沿って、行動をしている。全知全能の神と女神を頂点した支配体制を持つとされる。神の器に選ばれた人間が、オーブに触れることで、全知全能の存在となり、そして神が対となる女神を選ぶと言われている。
自らを最も優れた文明、先進文明と自称し、他の文明を劣等文明と呼んでいる。そのため、みずからの文明以外は不必要と考えている。その目的は、先進的なウィルの文明を広めることであるが、自ら以外の文明を不必要であると考えるために、すべての文明を完全に埋葬しようとしている。
現行のどの文明すらも上回るハイパーテクノロジーを保有している。
その正体は遠い昔に栄えた超文明人である。個としての限界を認識し、その意識と英知の全てを繁げ「ひとつがい」の男と女（つまりは神と女神）に集約させ、安定した文明を持続させてきた文明であったが、エントロピー拡大の法則からくる宇宙の熱的死を回避することはできなかった。そこで、存在を虚に移すことで乗り越えることにした。
虚に触れることができる、みずからの文明を引き継ぐにふさわしい文明が現れるまで、何度もビッグクランチとビッグバンによる宇宙の創造と破壊を繰り返してきた。
虚の存在であるウィルは実の形では、本来の力を行使できない。そこで、本来の力を「実」の形で具現化するために「オーブ」と呼ばれる生体メモリネットワークを必要とする。何億という単位の人間の精神を強制的に連結、並列化させ、「器」と呼ばれる状態にしたあとに、精神をリンクし、そこへ膨大な量の知識を展開。その知識量と、リンクされた何億もの精神の力により、超常的な能力を発現させる。

### 多次元文明
（絶対）
600年以上の昔、築かれていたと考えられている先文明。複数の宇宙がクロノゲートを介して交流し、多くの物資と技術が行き来していたとされるが、クロノクェイクにより、次元間の均衡が崩れたことによりクロノゲートが使用不能になり、崩壊した。
168もの平行宇宙をクロノゲートで接続する、ABSOLUTE、およびそのゲートの管理施設であるセントラルグロウブを中心地としていた。
ABSOLUTE人と呼ばれる種族を頂点としており、この文明ではヴァルファスクはVチップによる機械操作能力が認められ、オペレーター階級の種族としてセントラルグロウブの各種機械の操作を任されていた。一度、ヴァルファスクによる一斉反乱が起きるが、ヴェレルの活躍により阻止される。実はヴァル・ファスクによる叛乱は想定範囲内で、Vチップを無力化する装置を組み込まれていたために失敗する。
多次元文明時代、EDEN宇宙は流刑地であり、クーデターに失敗したヴァルファスクはここに追放された。
600年後の現在、生き残っていたABSOLUTE人はコールドスリープをしていたヴェレルだけだったが、彼は多次元文明の復活を掲げ、現世界に戦争を仕掛け、敗北し、死亡する。

### 光の月
ビッククランチを起こす巨大な人工天体。インフィニットコライダーのABUSOLUTEと呼ばれる所に存在していてブラックホール自体でできた宇宙スイッチ。全周囲に4096のユニット。影の月と機動兵器が衛星である。未知の金属が動力源であった。全周囲の内側に向いている12億の塔から中枢にエネルギーを収束させて特異点反応を起こしたセントラルグロウブ自体であった。巨大な古代機械。中枢が空洞でコンソールが存在。20000km級機械惑星。外殻があって内核がある。大型の高い軌道塔が周囲に生えている。マスターコアーが存在している。回転する時空輪が全周囲を防いだ。更なる別空間が存在していてアレルウィアウィルと6隻のディバィンガードが別時空から絶対領域宙域に穴をあけて現れる移動してきた描写がある。